# 苊菲
苊菲是一种稠环有机化合物，化学式为C16H10。

## 存在及制备
苊菲可由某些燃料燃烧产生，但是其乙烯基桥在大气中容易光解氧化，因此并不是一种大气污染物。
它可以4-(1,2-二氢苊-5-基)丁酸为原料，经成环、氢化、脱水、脱氢制得。